# Scleranthopsis aphanantha
Scleranthopsis aphanantha es la única especie del género monotípico Scleranthopsis,  perteneciente a la familia de las cariofiláceas. Es originaria de  Afganistán.

## Taxonomía
Scleranthopsis aphanantha fue descrita por (Rech. f.) Rech.f. y publicado en Annalen des Naturhistorischen Museums in Wien 70: 37. 1967.
Sinonimia
- Acanthophyllum aphananthum Rech.f. basónimo[3]